# Hakaru Hashimoto
Hakaru Hashimoto (Midau, 5 maggio 1881 – 9 gennaio 1934) è stato un medico giapponese.

## Biografia
Dopo aver lavorato all'ospedale di Fukuoka fu docente all'Università di Gottinga nell'allora Impero tedesco, ma nel 1914 venne costretto dallo scoppio della prima guerra mondiale a tornare in patria.
Nel 1916 si stabilì nella cittadina di Igamachi, divenendone medico condotto. A lui si deve la prima descrizione della tiroidite di Hashimoto nel 1912. Morì di febbre tifoide.